# Dominic Keating
Dominic Keating (* 1. července 1962 Leicester, Anglie) je britský herec.
Na University College London vystudoval historii, od mala však měl rád herectví, kterému se v průběhu studia také věnoval. Po ukončení studia hrál ve Spojeném království v divadlech, objevil se například v inscenacích The Pitchfork Disney či Amongst Barbarians (za tuto roli získal Mobil Award). Větší publicity se mu dostalo při roli částečně pravidelné postavy Tonyho v televizním sitcomu Desmond's (1989–1994), hrál také v seriálu Inspector Morse. Po přestěhování do USA se objevil např. v seriálu The Immortal a filmech The Hollywood Sign nebo Z džungle do džungle, hostoval v různých seriálech jako Buffy, přemožitelka upírů, Dobro proti zlu, Lovci netvorů, Las Vegas: Kasino, Holby City nebo Kriminálka New York. V letech 2001–2005 ztvárnil jednu hlavních postav sci-fi seriálu Star Trek: Enterprise, taktického důstojníka poručíka Malcolma Reeda.